# الإسلام في ليسوتو
ليسوتو دولة ذات أغلبية مسيحية والإسلام دين أقلية. نظرًا للطبيعة العلمانية لدستور ليسوتو يتمتع المسلمون بحرية الدعوة وبناء أماكن العبادة في البلاد. بلغ عدد السكان المسلمين في ليسوتو في عام 2013 حوالي 3000 نسمة في جميع أنحاء البلاد. معظم السكان المسلمين من جنوب آسيا (الهند وباكستان وبنغلاديش وسريلانكا).. لوحظ وجودهم بشكل جيد منذ أوائل القرن العشرين. توجد العديد من المساجد وقاعات الصلاة في ليسوتو بالعاصمة ماسيرو. الغالبية العظمى من المسلمين هم من السنة. وتزعم الجماعة الأحمدية أن 350 فردا في البلاد ويبلغ عدد الشيعة حوالي 1500.
وفقا لموقع Adherents.com فإن عدد المسلمين في ليسوتو يشكلون 0،05٪ من مجموع السكان.